# Lurdane
Lurdane, també conegut com a Lob, lubberkin, Lob Lie-By-The-Fire («Lob jeu al costat del foc») o lubber fiend (literalment, «dimoni taujà o poca cosa») és una criatura llegendària del folclore anglès amb arrels celtes, molt semblant en els seus atributs al brownie (o urisk) d'Escòcia i del nord d'Anglaterra, al hob d'Anglaterra septentrional i de la línia fronterera escocesa, al domovoi eslau i al nisse escandinau. Està relacionat amb Robin Goodfellow i amb els hobgoblins. Lurdane apareix també en alguns escrits de l'escriptor John Milton. La seva simbologia està més arrelada al nord d'Anglaterra.
La seva descripció és diferent depenent de les històries. En algunes, Lurdane és un home pelut i gran amb una cua llarga i que realitza tasques domèstiques a canvi d'un plat amb llet o d'un lloc de descans al costat del foc. D'acord amb una llegenda, Lurdane és el fill gegant d'una bruixa i del diable. Lurdane s'assembla força al puck de Robin Goodfellow.

## Llegenda
El taujà de l'abadia (en anglès, abbey lubber) és un dimoni menor responsable de l'encantament dels cellers de vi i de les cuines de les abadies, el qual tempta els monjos a beure i a emborratxar-se, i a caure en la luxúria i en la gola. La història més coneguda del dimoni taujà ve recollida a la llegenda alemanya de Friar Rush. Lurdane, que havia adoptat la forma d'un cavall fantasma, decideix disfressar-se de monjo i es tresllada a un monestir, on és més endavant conegut amb el nom de frare Rush (Friar Rush). En aquell monestir comença a beure vi i convida altres monjos a seguir el seu exemple fins que un dia un dels priors, conscient del pecat, li diu al frare Rush que el seu comportament era intolerable. El frare, visiblement enfadat, adopta llavors la seva forma dimoníaca i desapareix, deixant els monjos espantats i perplexos. Segons P. Monaghan, Lurdane o el taujà de l'abadia té una base mitològica l'origen de la qual estaria en les sàtires medievals que denunciaven la corrupció als monestirs.

## Lurdane a la literatura
Lurdane o el dimoni taujà apareix també al The Red Axe de S.R. Crockett (1900):
| « | Aquest bufó, Jan Lurdane [Jan Lubber Fiend], sempre està amb els seus trucs. Mentre més incentiu li dona la meva senyora, més gran és la pena. Es culpa els pobres servents pels seus jocs fraudulents. Per què? L'havia deixat de cames creuades al pati amb un cistell de llegums per desgranar, veient cóm creix a raó d'un peu cada nit més o menys. Però tan aviat com li torni l'esquena, ell respondrà a la porta i es traurà el cap al carrer per a reunir-se amb els nois mestissos. És repugnant tenir un dimoni taujà rondant en una casa honesta, assetjant a la gent decent! | » |

Lob és el títol d'un poema d'Edward Thomas.
Lurdane també apareix a Lob Lie-By-The-Fire de Juliana H. Ewing, Troll Fell de Katherine Langrish, Abbeychurch de Charlotte M. Yonge i a Dear Brutus de J. M. Barrie (com a "Lob, el vell puck").
En cinematografia, Hellboy és una representació de Lurdane. Al igual que aquest, Hellboy va néixer d'una bruixa i del diable, té una cua, i ajuda les persones, si bé no ho fa a canvi de llet.